# Chief of Navy (Australie)
Chief of Navy (en français : « chef de la marine ») est le poste le plus élevé de la Royal Australian Navy, il relève du chef des forces de défense (CDF) et du secrétaire à la Défense. Le grade associé au poste est celui de vice-amiral (grade 3 étoiles).
Le vice-amiral Mark Hammond est l'actuel chef de la marine ; il a pris ses fonctions le 6 juillet 2022.